# Schineni (Săucești), Bacău
Schineni este un sat în comuna Săucești din județul Bacău, Moldova, România.